# Masyw kudowski
Masyw kudowski – niewielka jednostka geologiczna w Sudetach, zbudowana z kilku odmian granitów, granodiorytów i tonalitów wieku karbońskiego (granitoid kudowski), powstałych w czasie orogenezy waryscyjskiej.
Tworzy ciało o długości ok. 14 km i szerokości do 4 km. Jego południowy kraniec znajduje się na terytorium Czech. Graniczy od północy z depresją śródsudecką, od południa i wschodu z metamorfikiem bystrzycko-orlickim, a od zachodu - z niecką Nachodu. Północną i południowo-zachodnią granicę stanowi uskok Pořiči-Hronov, który się tutaj rozgałęzia. Kontakty ze skałami metamorficznymi metamorfiku bystrzycko-orlickiego są natury metasomatycznej lub intruzywnej.
Masyw zbudowany jest z różnych odmian granitów kudowskich: granodiorytów i tonalitów. Skały te są zwykle średnioziarniste, barwy ciemnoszarej, szaro-różowej i czerwonej.
Pod względem geograficznym masyw kudowski położony jest w Sudetach Środkowych. Z jego skał zbudowane są południowo-zachodnie części polskich Gór Stołowych oraz fragmenty Obniżenia Kudowy i Wzgórz Lewińskich.